# Европско првенство у атлетици у дворани 1976 — скок удаљ за жене
Такмичење у скоку удаљ у женској конкуренцији на  7. Европском првенству у атлетици у дворани 1976. одржано је 22. фебруара 1976. године у Олимпијској дворани у Минхену, Западна Немачка.
Титулу европског првака освојену на Европском првенству у дворани 1975. у Катовицама није бранила Дорина Катинеану из Румуније.

## Земље учеснице
Учествовало је 11 атлетичара из 10 земаља.
1. Бугарска (1)
2. Грчка (1)
3. Западна Немачка (1)
4. Западна Немачка (1)
5. Румунија (1)
6. Совјетски Савез (3)
7. Уједињено Краљевство (1)
8. Француска (1)
9. Чехословачка (1)
10. Швајцарска (1)

## Рекорди
| Рекорди пре почетка Европског првенства у дворани 1973.     | Рекорди пре почетка Европског првенства у дворани 1973. | Рекорди пре почетка Европског првенства у дворани 1973. | Рекорди пре почетка Европског првенства у дворани 1973. | Рекорди пре почетка Европског првенства у дворани 1973. | Рекорди пре почетка Европског првенства у дворани 1973. |
| ----------------------------------------------------------- | ------------------------------------------------------- | ------------------------------------------------------- | ------------------------------------------------------- | ------------------------------------------------------- | ------------------------------------------------------- |
| Светски рекорд                                              | Ангела Фојгт                                            | Источна Немачка                                         | 6,76                                                    | Берлин, Источна Немачка                                 | 24. јануар 1976.                                        |
| Европски рекорд у дворани                                   | Ангела Фојгт                                            | Источна Немачка                                         | 6,76                                                    | Берлин, Источна Немачка                                 | 24. јануар 1976.                                        |
| Рекорди европских првенстава у дворани                      | Мета Антенен                                            | Швајцарска                                              | 6,69                                                    | Гетеборг, Шведска                                       | 10. март 1974.                                          |
| Рекорди после завршеног Европског првенства у дворани 1975. |                                                         |                                                         |                                                         |                                                         |                                                         |
| Нових рекорда није било.                                    |                                                         |                                                         |                                                         |                                                         |                                                         |

## Освајачи медаља
|                                 |                                 |                                 |
| Лидија Алфејева Совјетски Савез | Јармила Нигринова .Чехословачка | Галина Гопченко Совјетски Савез |

### Финале
| Пласман | Атлетичарка         | Земља                | #1   | #2   | #3   | #4   | #5   | #6   | Резултат | Белешка |
| ------- | ------------------- | -------------------- | ---- | ---- | ---- | ---- | ---- | ---- | -------- | ------- |
|         | Лидија Алфејева     | Совјетски Савез      | 6,57 | x    | 6,48 | 6,64 | x    | 6,43 | 6,64     |         |
|         | Јармила Нигринова   | Чехословачка         | 6,20 | 6,57 | 6,45 | 6,36 | x    | 6,34 | 6,57     |         |
|         | Галина Гопченко     | Совјетски Савез      | 6,27 | 6,34 | 6,28 | 6,29 | 6,27 | 6,48 | 6,48     |         |
| 4.      | Ангела Фојгт        | Источна Немачка      | x    | x    | 6,32 | x    | x    | x    | 6,32     |         |
| 5.      | Марула Ламбру       | Грчка                | 4,42 | 6,27 | 6,19 | x    | 6,27 | x    | 6,27     |         |
| 6.      | Жаклен Кирте        | Француска            | 6,02 | 6,11 | 6,25 | 6,19 | 6,08 | 5,97 | 6,25     |         |
| 7.      | Мета Антенен        | Швајцарска           |      |      |      |      |      |      | 6,22     |         |
| 8.      | Уте Хедике          | Западна Немачка      |      |      |      |      |      |      | 6,18     |         |
| 9.      | Дојна Спину         | { Румунија           |      |      |      |      |      |      | 6,17     |         |
| 10.     | Лилијана Панајотова | Бугарска             |      |      |      |      |      |      | 6,17     |         |
| 11.     | Sue Reeve           | Уједињено Краљевство |      |      |      |      |      |      | 6,08     |         |

## Укупни биланс медаља у скоку удаљ за жене после 7. Европског првенства у дворани 1970—1976.
|    | Земља           |   |   |   |    |
| -- | --------------- | - | - | - | -- |
| 1. | Западна Немачка | 2 | 2 | 0 | 4  |
| 2. | Румунија        | 2 | 0 | 2 | 4  |
| 3. | Совјетски Савез | 1 | 1 | 1 | 3  |
| 3. | Швајцарска      | 1 | 1 | 1 | 3  |
| 5. | Бугарска        | 1 | 0 | 0 | 1  |
| 6. | Чехословачка    | 0 | 2 | 1 | 3  |
| 7. | Пољска          | 0 | 1 | 2 | 3  |
|    | Укупно {7}      | 7 | 7 | 7 | 21 |

|    | Атлетичарка         | Земља           |   |   |   |   |
| -- | ------------------- | --------------- | - | - | - | - |
| 1, | Мета Антенен        | Швајцарска      | 1 | 1 | 1 | 3 |
| 2. | Хајде Розендал      | Западна Немачка | 1 | 1 | 0 | 2 |
| 2. | Лидија Алфејева     | Совјетски Савез | 1 | 1 | 0 | 2 |
| 3, | Виорика Вископољану | Румунија        | 1 | 0 | 1 | 2 |
| 4. | Јармила Нигринова   | Чехословачка    | 0 | 2 | 1 | 3 |
| 5. | Мирослава Сарна     | Пољска          | 0 | 0 | 2 | 2 |